# Pierre de Poitiers
Pour le traducteur du Coran, voir Pierre de Poitiers (traducteur).
Pierre de Poitiers (Petrus Pictaviensis), clerc séculier parisien, théologien, succède vers 1169 à Pierre Comestor comme 'prévôt des écoles' après que celui-ci est devenu chancelier. Il devint à son tour chancelier de l'École cathédrale de Paris (et de l'Université de Paris ?) de 1193 à sa mort en 1205/1206. Il est connu comme auteur de commentaires bibliques à succès au XIIIe siècle.
Ne doit pas être confondu avec son homonyme Pierre de Poitiers, lettré du XIIe siècle et du début du XIIIe siècle.